# Saber Abar
Saber Abar, também conhecido como Saber Abbar (em persa: صابر ابر) é um ator, diretor de teatro e escritor iraniano, conhecido por seu personagem no filme de 2009, Darbareye Elly. Ele recebeu duas indicações para os prêmios Crystal Simorgh, ambos como melhor ator coadjuvante nas versões 25 e 27 do festival internacional de cinema de Fajr.

## Carreira profissional

### Atuando
Ele começou sua carreira como apresentador de programas de televisão como o Rainbow, um programa infantil. Posteriormente, ganhou reconhecimento por sua atuação no filme de Mohsen Makhmalbaf, Sha'ere Zobale. Sua participação em Dayere Zangi (2007) o levou a receber um papel no filme About Elly, do diretor Asghar Farhadi. O filme recebeu críticas positivas, como a de David Bordwell, que a chamou de obra-prima. 
Ele também estrelou em Hich (2009), Nokhodi (2009), Treze 59 (2010) e Entehaye Khiabane Hashtom (2010) e teve uma pequena participação em Ayene-haye Ruberu (2010).

### Teatro
Ele estrelou com Farhad Aeesh, Mehdi Hashemi e Shahab Hosseini em Kargadan (2008), dirigido por Farhad Aeesh. Também participou de Dastan-eekek Pellekan (2009), dirigido por Reza Guran, Caligula (2010), dirigido por Homayoun Ghanizadeh, e Jire-bandie pare Khorus baraye Sugvari (2011), dirigido por Ali Narges Nejad.

## Filmografia
| Ano  | Título (em inglês)                              | Personagem   | Director             | Ref.          |
| ---- | ----------------------------------------------- | ------------ | -------------------- | ------------- |
| 2005 | Poet of the Wastes (Shaere zobale-ha)           |              | Mohamed Ahmadi       | [ 7 ]         |
| 2007 | Colors of Memory (Minā-ye Shahr-e Khāmoush)     | Iraj Bahrāmi | Amir Shahab Razavian | [ 8 ]         |
| 2008 | Tambourine (Dayereh-e zangi)                    | Mohammad     | Parisa Bakhtavar     | [ 9 ]         |
| 2008 | Three Women (3 Zan)                             | Hamed        |                      |               |
| 2009 | Darbareye Elly                                  | Alireza      | Asghar Farhadi       | [ 10 ] [ 11 ] |
| 2009 | Lil' Pea                                        |              |                      |               |
| 2010 | Nothing                                         | Nima         |                      |               |
| 2011 | Thirteen 59                                     |              |                      |               |
| 2011 | Mr. Yousef                                      | Sirus        |                      |               |
| 2011 | Here Without Me                                 |              |                      |               |
| 2011 | Facing Mirrors                                  | Sadegh       | Negar Azarbeyjani    | [ 12 ]        |
| 2012 | The Snow on the Pines                           |              |                      |               |
| 2012 | Modest Reception                                |              |                      |               |
| 2012 | Kissing the Moon-Like Face (Boosidane Roye Mah) |              | Homayoun Assadian    | [ 13 ]        |
| 2012 | At the End of 8th Street                        |              |                      |               |
| 2013 | Shallow Yellow Sky                              |              |                      |               |
| 2013 | No Where No Body                                |              |                      |               |
| 2013 | Acrid (Gass)                                    | Khosrow      | Kiarash Asadizadeh   | [ 14 ]        |
| 2013 | Lovely Trash                                    |              |                      |               |
| 2014 | Sending a Condolences Ad for Newspaper          |              |                      |               |
| 2014 | Everything for Sale                             |              |                      |               |
| 2014 | Dreamy                                          |              |                      |               |
| 2015 | I Am Diego Maradona                             |              |                      |               |
| 2015 | Crazy Rook                                      |              |                      |               |
| 2015 | Closer                                          |              |                      |               |
| 2015 | Dowry's Sugar Bowl                              |              |                      |               |
| 2015 | I Want to Dance                                 |              |                      |               |
| 2017 | Villa Dwellers                                  |              |                      |               |
| 2017 | Searing Summer (Tabestan-e Dagh)                |              | Ebrahim Irajzad      | [ 15 ]        |
| 2017 | Getting Even                                    | Reza         |                      |               |
| 2018 | Hat trick (Hattrick)                            | Keivan       | Ramtin Lavafi        | [ 16 ] [ 17 ] |
| 2019 | A Hairy Tale (Maskhare Baz)                     | Danesh       | Homayoun Ghanizadeh  | [ 18 ]        |